# Craiova
Craiova je s 299.429 stanovnika peti grad po veličini u Rumunjskoj. Glavni je grad županije Dolj i najveći grad povijesne pokrajine Oltenije (zapadni dio Vlaške). Nalazi se u jugozapadnom dijelu države na lijevoj obali rijeke Jiu u blizini granice s Bugarskom na Dunavu.

## Povijest
Craiova je smještena na mjestu rimskog grada Pelendave. Grad se jače razvija od 15. st. kad postaje upravno sjedište Oltenije (sjedište oltenijskog bana). Tijekom povijesti je bila drugo središte Vlaške (nakon Bukurešta). 1770-1771. je čak bila glavni grad kneževine Vlaške (sjedište kneza). U to doba je grad često stradao zbog borbi s Turcima iako nikad nije osvojen.
Nakon stvaranja rumunjske države 1858. Craiova prestaje biti drugi grad u državi, ali se počinje jače gospodarski razvijati te postaje važan industrijski centar (kemijska i tekstilna industrija). Grad se jače širi jer dolaze industrijski radnici iz poljoprivredne okolice. Nakon 2. svj. rata komunistički režim nastavlja industrijalizaciju (industrija strojeva, automobilska, kemijska, prehrambena i elektronička industrija). Nakon pada komunizma se razvija privatna inicijativa.

## Gospodarstvo
Industrija čini gospodarsku osnovu grada i danas (zapošljava 38% stanovništva, čini preko 70% gradskog BDP-a). Razvijena je automobilska industrija (tvornica Automobile Craiova koja proizvodi automobile za korejski Daewoo (nakon 2007. ga je preuzeo Ford). Danas se jače razvija tercijarni sektor (posebno bankarstvo i telekomunikacije).

## Stanovništvo
Grad ima 302,601 stanovnika (popis 2002).
Od toga: 
- Rumunji: 292,487 (96.66%)
- Mađari: 218 (0.07%)
- Nijemci: 173 (0.06%)
- Srbi: 34 (0.01%)
- Romi: 8.820 (2.91%)
- Talijani: 178 (0.06%)
- Grci: 188 (0.06%)
- Ukrajinci: 32 (0.01%)

## Znamenitosti
Craiova ima znamenite pravoslavne crkve (crkva sv. Dimitrija, crkva Madona Dudu) i samostane te muzeje (muzej umjetnosti s djelima važnog modernog umjetnika Constantina Brâncuşija). Važan je botanički vrt i park Nicolae Romanescu.